# A Árvore e seus Frutos

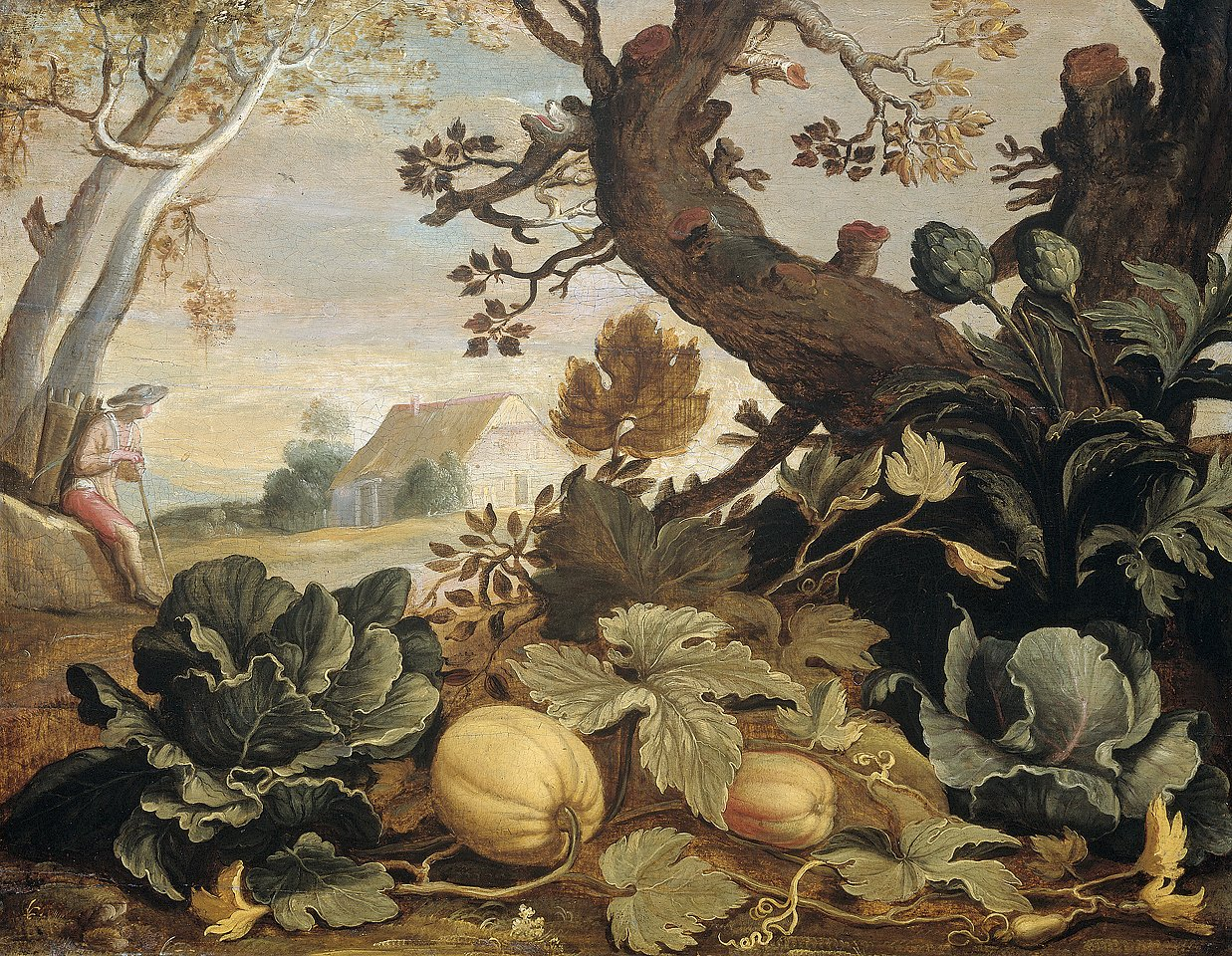
Árvore e seus frutos.
Por Abraham Bloemaert, atualmente no Rijksmuseum, em Amsterdã.

A Árvore e seus Frutos, também chamada de Árvores e seus Frutos ou Discurso sobre os falsos profetas, é uma parábola de Jesus sobre testar uma pessoa. Passagens com significado similar aparecem no Novo Testamento em Mateus 7:15–20 e em Lucas 6:43–45.

## Relato bíblico
Em Mateus:
| “ | «Guardai-vos dos falsos profetas, que vêm a vós com vestes de ovelhas, mas por dentro são lobos vorazes. Pelos seus frutos os conhecereis. Colhem-se, porventura, uvas dos espinheiros, ou figos dos abrolhos? Assim toda a árvore boa dá bons frutos, porém a árvore má dá maus frutos. Uma árvore boa não pode dar maus frutos, nem uma árvore má dar bons frutos. Toda a árvore que não dá bom fruto, é cortada e lançada no fogo. Logo pelo seus frutos os conhecereis.» (Mateus 7:15–20) | ” |

Em Lucas:
| “ | «Não há árvore boa que dê mau fruto; nem tampouco árvore má que dê bom fruto. Pois cada árvore se conhece pelo seu fruto. Os homens não colhem figos dos espinheiros, nem dos abrolhos vindimam uvas. O homem bom do bom tesouro do seu coração tira o bem, e o homem mau do mau tesouro tira o mal; porque a sua boca fala o de que está cheio o coração.» (Lucas 6:43–45) | ” |

## Apócrifos
Uma passagem similar aparece no apócrifo do Novo Testamento Evangelho de Tomé, 45 (tradução para o inglês de Patterson-Meyer):
| “ | Uvas não se vindimam de abrolhos e nem figos nascem de espinheiros, pois eles não produzem frutos. Um homem bom tira o bem do seu tesouro. Um homem mau tira o mal do mau tesouro que está em seu coração e [na realidade] ele fala o mal. Pois da abundância de seu coração, ele tira o mal. | ” |

## Interpretação

### Os falsos profetas
O pregador e teólogo arminiano John Wesley observa que esta parábola contém um guia importante para reconhecer falsos profetas: Profetas legítimos convertem pecadores a Deus, ou ao menos confirmam e fortalecem a fé dos cristãos, enquanto falsos profetas não. Wesley também afirma que, por causa da simplicidade desta regra, ela pode ser adotada por pessoas com pouca capacidade de raciocínio profundo.
Craig Keener aponta que de acordo com os termos do Antigo Testamento, um profeta era reconhecido como falso caso por dois motivos:
1. Caso ele distanciasse as pessoas do verdadeiro Deus (Deuteronômio 13), defendendo a idolatria ou negando a Lei de Moisés
2. Caso as palavras da sua profecia não se cumprissem[4]

Craig Keener também argumenta que "embora muitos judeus instruídos da não acreditassem que ainda existiam profetas tal como no Antigo Testamento, eles ainda acreditavam que falsos profetas ainda existiam [tradução livre]". Keener também indica que há registros de falsos profetas no primeiro século da era cristã por autores como Flávio Josefo.
Assim como essa parábola, a Didaquê também apresenta o teste moral como uma maneira de avaliar a autenticidade de um profeta.

### Contraste entre figos e uvas contra espinhos e abrolhos
Craig Keener diz que "figos e uvas eram comumente cultivados juntos e eram dois do produtos mais comuns da agricultura da Palestina [tradução livre]". Keener também afirma que estes dois bens eram uns dois mais valiosos e consumidos nos tempos de Jesus enquanto espinhos e abrolhos eram desprezados pelos agricultores, pois atrapalhavam o trabalho no campo.